# Смолин, Алексей Андреевич
Алексей Андреевич Смолин (1907—1986) — советский конструктор; работал на стыке авиационной и автомобильной техники, создатель специальных транспортных средств.

## Биография
Родился в 1907 году.
Был ведущим специалистом по проектированию корпусов плавающих автомобилей, водяных и воздушных винтов, аэродинамике кузовов скоростных автомобилей. В 1932—1948 годах Смолин работал ведущим конструктором, затем главным конструктором на авиазаводе № 21 в городе Горьком:
- в 1934 году спроектировал двухместные аэросани;
- в 1935 году создал самолет КСМ-1 («Комсомолец-1») с автомобильным двигателем ГАЗ-М;
- в 1937 году разработал и построил шестиместный глиссер;
- в 1938 году вместе с Владиславом Грибовским спроектировал и изготовил самолет ГАЗ-Авиа с 6-цилиндровым автомобильным двигателем;
- позже создал аэросани ГАЗ-98 и ГАЗ-98К;
- в 1943 году сконструировал вездеход-амфибию с двигателем от самолёта ГАЗ-Авиа.

Некоторое время Алексей Смолин время работал на Казанском авиационном заводе, проектируя лёгкий самолёт. В 1950 году он был переведён на Горьковский автозавод ведущим конструктором скоростных и специальных автомобилей. На базе легкового автомобиля ГАЗ-М-20 «Победа» с форсированным до 75 л.с. двигателем построил гоночный автомобиль. Затем построил гоночные автомобили ГАЗ-СГ2 с обтекаемым кузовом из дюралюминия и алюминия. С мая 1952 года Смолин был ведущим конструктором малого плавающего автомобиля ГАЗ-46, для которого разработал корпус и водяной винт. Через два года он создал гоночный автомобиль ГАЗ-СГЗ с турбореактивным двигателем от самолёта МиГ-17. В 1957—1964 годах проектировал автомобили на воздушной подушке с двигателем ГАЗ-13 и газотурбинным двигателем ГАЗ-99. Также оборудовал плавающий автомобиль ГАЗ-46 с подводными крыльями.

## Проект ГАЗ-СГ3
В 1952 году Алексей Смолин предложил построить автомобиль с совершенной аэродинамикой, небольшим весом и турбореактивным двигателем. Он получил «добро» от главного конструктора ГАЗа Андрея Липгарта и в 1954 году автомобиль ГАЗ-ТР (ТР — турбореактивный), носивший официальное название ГАЗ-СГ3, был построен, став первым в мире автомобилем с турбореактивным двигателем. Смолин значительно опередил аналогичные разработки американцев Натана Остича (1960 год) и Крейга Бридлава (1964 год). В качестве двигателя применялся турбореактивный двигатель ВК-1 от истребителя Миг-17 мощностью 1000 л.с. (имел тягу 2600 кгс).
14 ноября 1954 года состоялись ходовые испытания ГАЗ-СГ3 на взлетно-посадочной полосе Горьковского военного аэродрома. Управлял автомобилем двукратный чемпион СССР по автоспорту Михаил Метелев. Испытания закончились аварией — машина получила серьезные повреждения, а Метелев отделался сломанным пальцем на ноге — благодаря авиационным ремням безопасности, применённым на автомобиле впервые в мире. Работы над ГАЗ-СГ3 были прекращены, сегодня остатки уникального автомобиля представлены в заводском музее ГАЗа.
Умер А. А. Смолин в 1986 году.